# Serra de Clarà
La Serra de Clarà és una serra als municipis de Massanes i Riudarenes (Selva), amb una elevació màxima de 273,0 metres.